# Gedenken an den Flugzeugabschuss über Teglingen
Zum Gedenken an den Flugzeugabschuss über Teglingen wurde im Jahr 2020 bei Teglingen in Niedersachsen eine Informationstafel aufgestellt. Sie erinnert an den Absturz eines Bombers vom Typ B-17 „Flying Fortress“ der United States Army Air Forces am 8. März 1944 in das Teglinger Moor.

## Ereignis
Am 8. März 1944 startete die B-17 von ihrem Heimatflughafen Deenethorpe in England und flog mit mehreren hundert weiteren Bombern und begleitenden Jagdflugzeugen einen Großangriff auf das Kugellagerwerk in Erkner bei Berlin. Es war die fünfte Mission des Flugzeugs gegen Ziele in Deutschland und Frankreich. Vermutlich wurde der Bomber während des Angriffs in den Mittagsstunden durch Beschuss beschädigt, denn auf dem Rückflug fiel er wegen Motorenproblemen vom Verband zurück. Vier amerikanische Jagdflugzeuge begleiteten ihn noch eine Weile und verließen ihn, weil der Abstand zum Verband zu groß wurde. In den Nachmittagsstunden näherte sich der inzwischen tief fliegende Bomber drei Flakstellungen bei Meppen, die das Feuer eröffneten. Kurz vor dem Absturz sprang die 10-köpfige Besatzung mit dem Fallschirm ab. Sie wurde am Boden festgenommen und kam in Kriegsgefangenschaft.

### Flugzeug und Besatzung

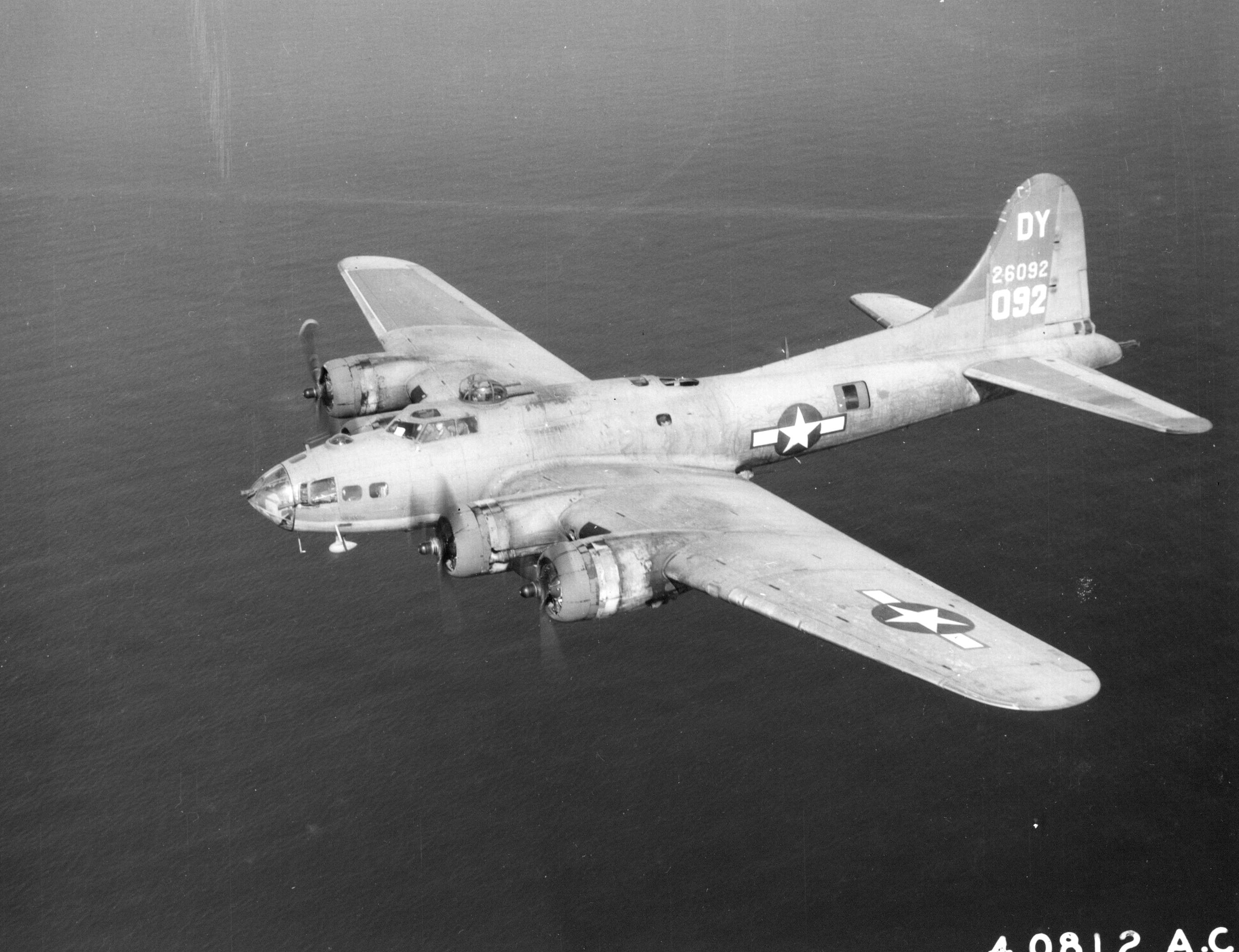
Eine B-17 als Typ des abgeschossenen Flugzeuges

Der Bomber gehörte zur 401. Bombergruppe des 64. Bomberschwadrons der Eighth Air Force.
Die Einheit war auf dem Flugplatz Deenethorpe bei Kettering in der Grafschaft North Northamptonshire in England stationiert. Das Flugzeug hatte von der Besatzung den Spitznamen Shade Ruff (deutsch: Halskrause) erhalten, der am Bug auf der Maschine aufgemalt war.
Nach dem Abschuss und ihrer Festnahme wurden die Unteroffiziere der Besatzung im Stalag Luft IV in Groß Tychow als Kriegsgefangene interniert und die Offiziere kamen in das Stalag Luft 1 bei Barth sowie das Stalag Luft III in Sagan. Der MG-Schütze Frank O. Bailey verstarb 1945 an den Folgen des „Schwarzen Marsches“, eines Todesmarsches bei der Auflösung des Stalag Luft IV. Die übrigen Besatzungsmitglieder wurden am Kriegsende von alliierten Truppen befreit und kehrten in die Vereinigten Staaten zurück.

## Nachforschungen und Erinnerung
Die Erinnerung an den Absturz blieb in Teglingen nicht präsent. Nur eine kurze Notiz in der Schulchronik von 1944 erwähnt den Absturz eines amerikanischen Bombers im Teglinger Moor. In den 2000er Jahren erfuhr ein Bewohner aus Teglingen, dass im Zweiten Weltkrieg ein Flugzeug in Ortsnähe abgestürzt war. Dies berichtete der Landwirt, dem das Feld an der Absturzstelle gehört. Bei einer Nachschau fanden sich im Boden Eisenteile, Teile aus Aluminium, Kupferleitungen, Teile einer Instrumentenbeleuchtung und Patronenhülsen. Intensivere Nachforschungen zum Absturz setzten erst 2019 ein. 2020 stellte der Heimatverein Teglingen nahe der Absturzstelle eine Informationstafel auf.